# Nanpō-roku
Nanpō-roku (jap. 南方録 wym. Nampōroku; „Zapiski z południowych stron”) – najważniejszy, klasyczny tekst japoński, traktujący o ceremonii picia herbaty, zawierający szczegółowe wskazania mistrza ceremonii herbacianej – Sen no Rikyū.
Tekst składa się z następujących części:
1. Spisane z pamięci (jap. 覚書 Oboegaki)
2. Spotkania (jap. 会 Kai)
3. Półka (jap. 棚 Tana)
4. Gabinet pisarski (jap. 書院 Shoin)
5. Daisu (jap. 台子) (rodzaj stolika używanego do ceremonii)
6. Zatarte tuszem (jap. 墨引 Sumihiki)
7. Po śmierci (jap. 滅後 Metsugo)[1]